# Чурос

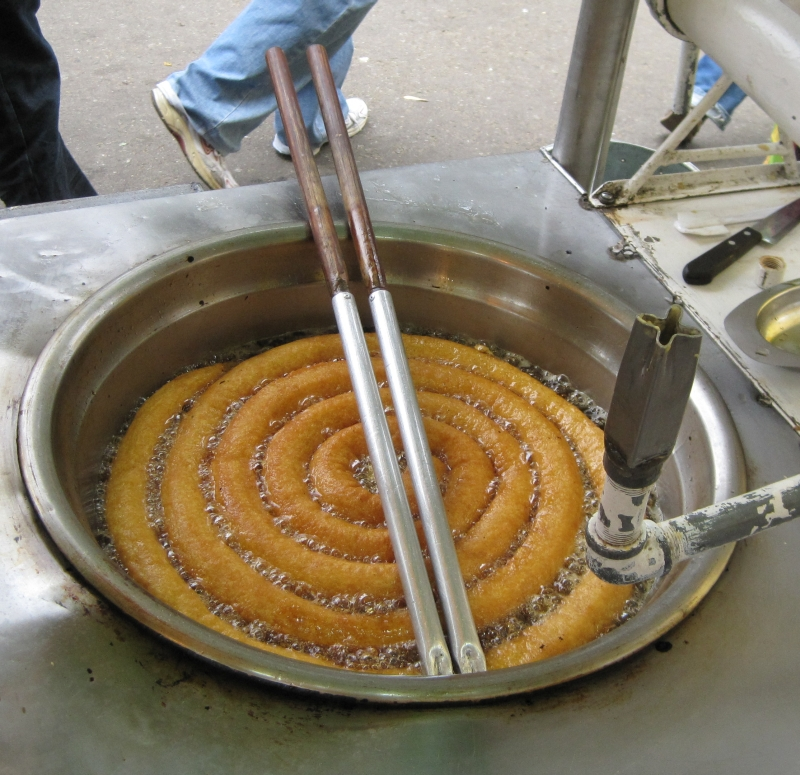
Приготування круглих в перерізі churros rectos

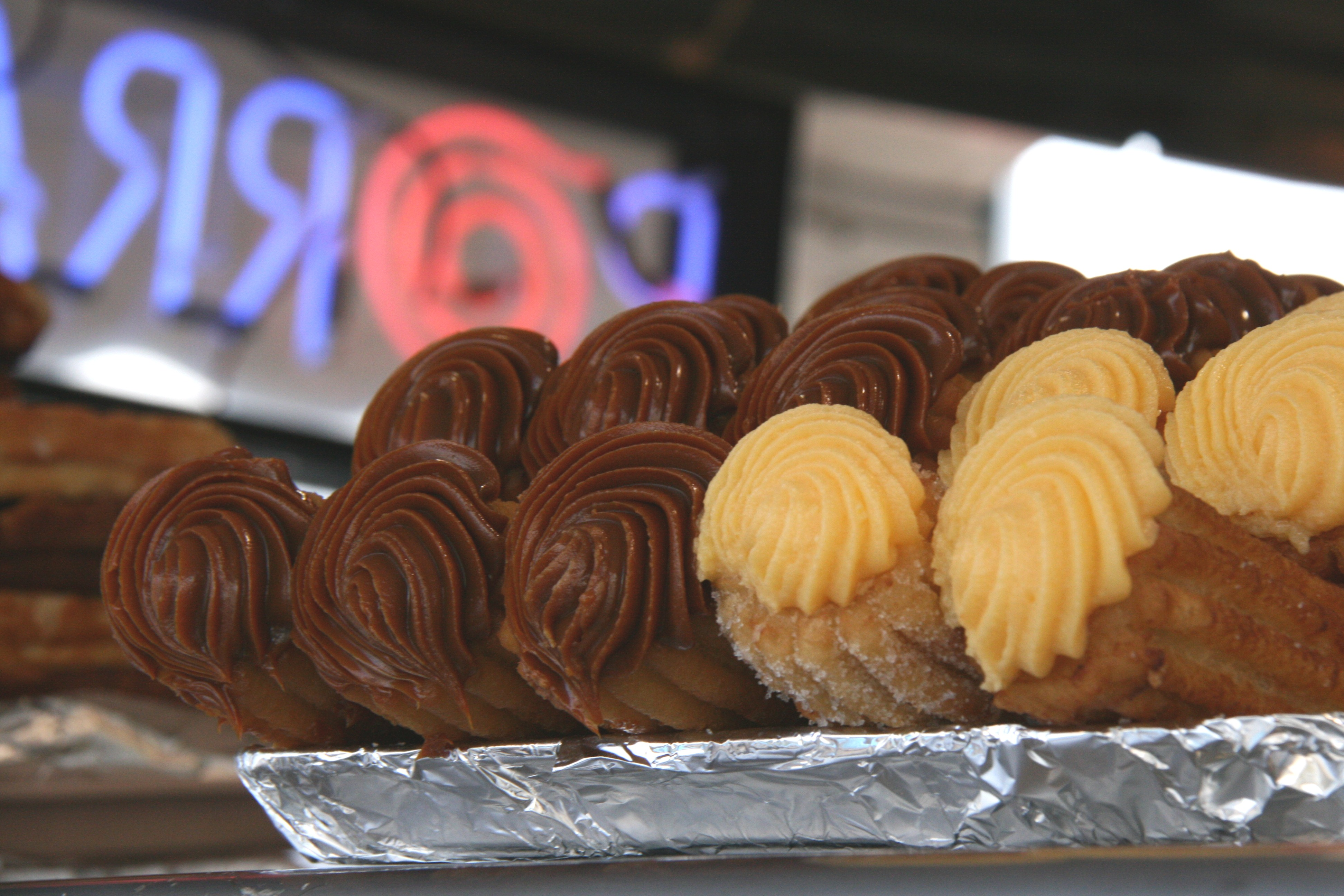
начинений шоколадом і кремом чурос

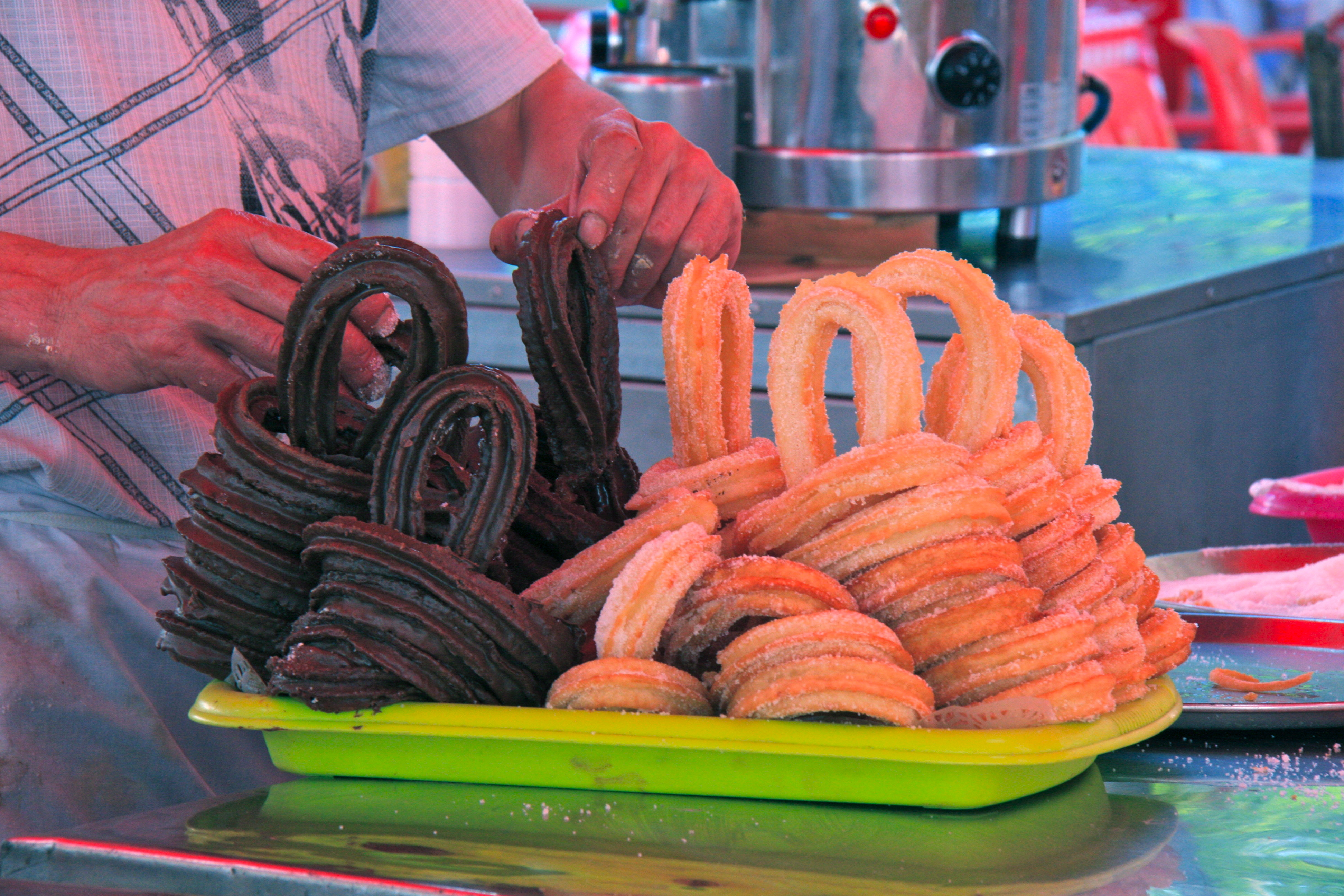
Прості чурос називають churros solos. Чурос у шоколадній глазурі називають churros de chocolate. На знімку представлені churros de chocolate en lazo і chorros solos en lazo

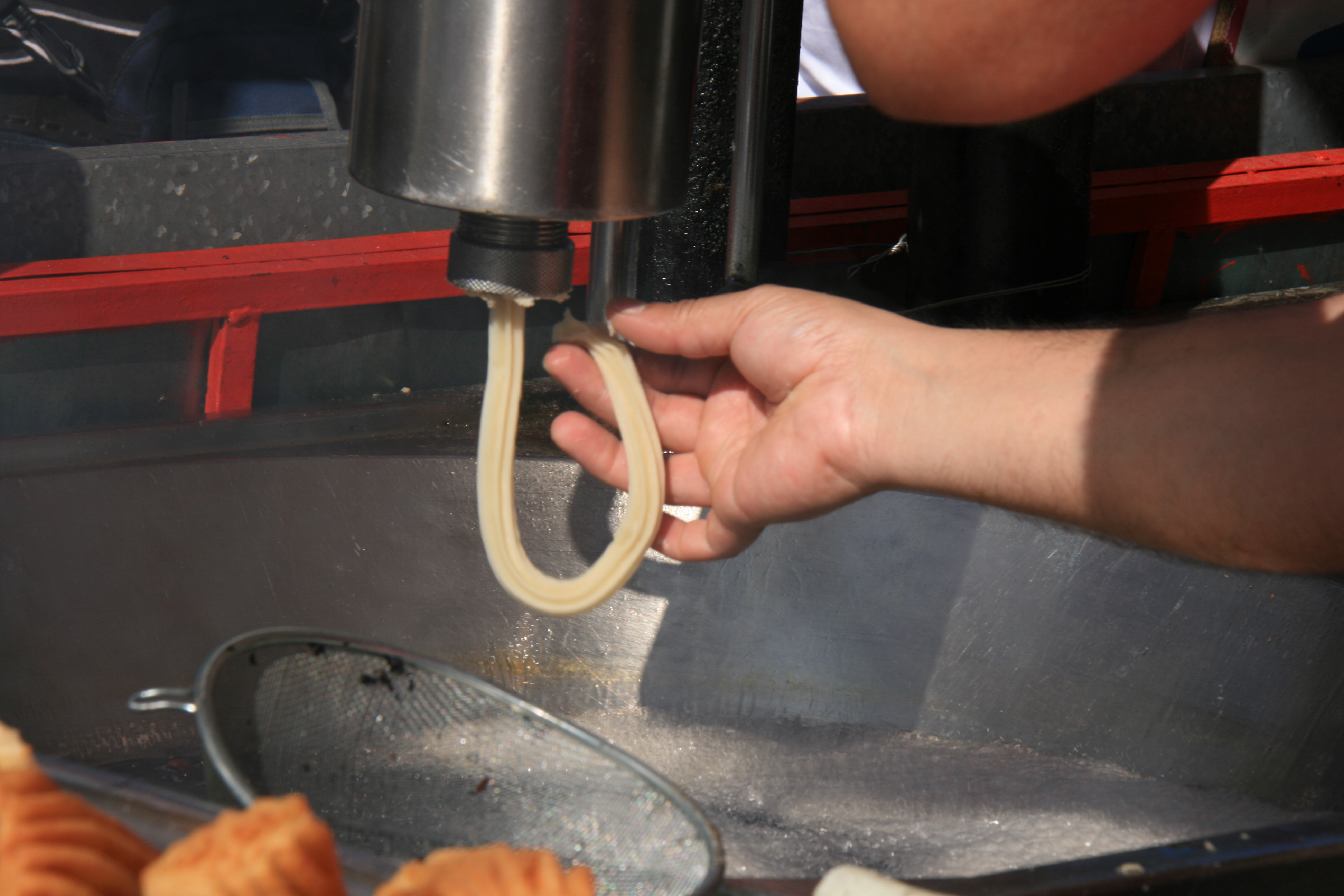
Приготування чурос

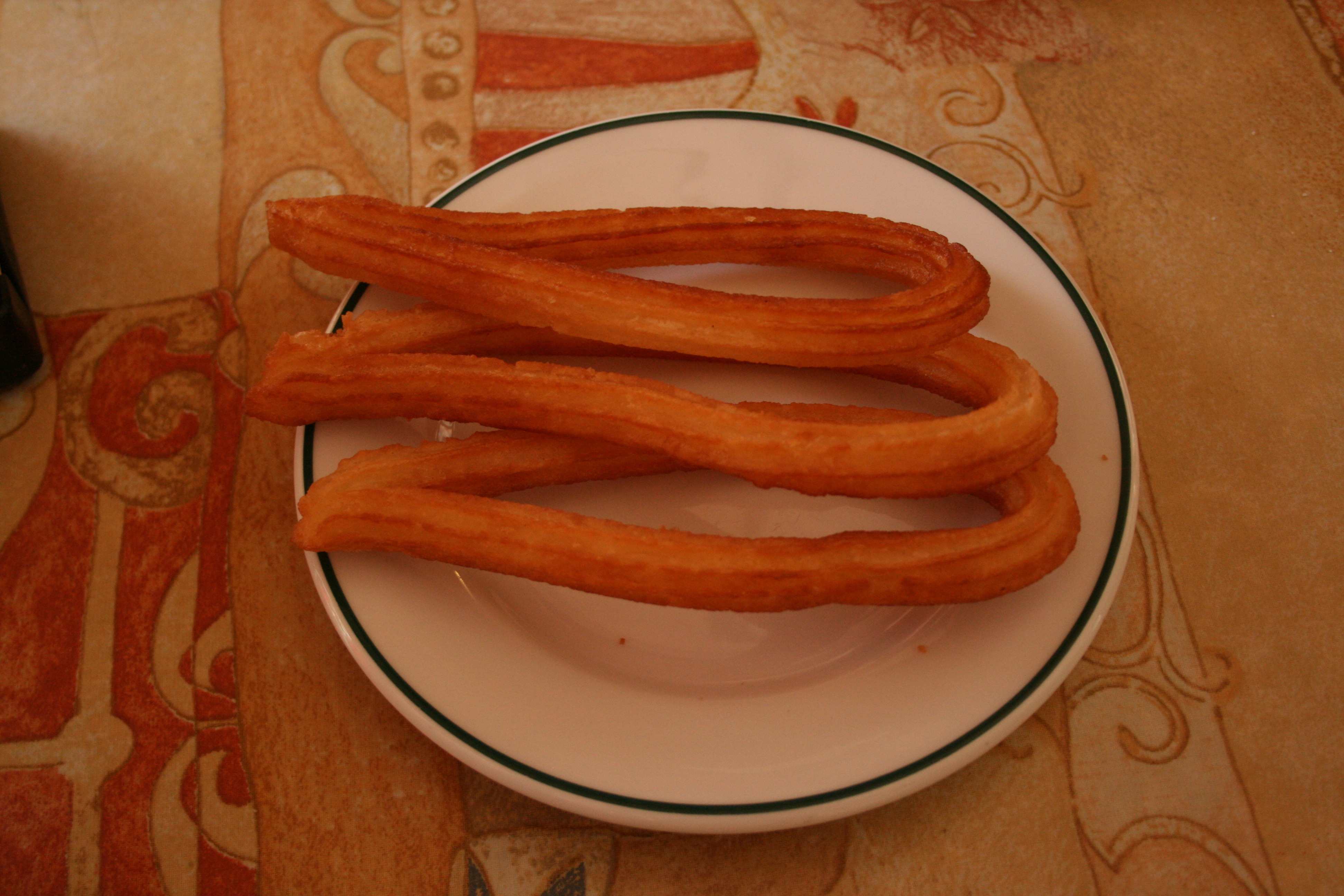
Чурос у формі ласо, у перерізі зірка

Чурос, також чуро (ісп. churros) — солодка обсмажена випічка з заварного тіста, що має в перетині вид багатокінцевої зірки або просто кругла в перерізі. Батьківщиною чурос вважається Іспанія, де чурос традиційно подають на сніданок.

## Поширення
Чурос також отримали широке поширення в Іспанії, Латинській Америці, Франції, Португалії, на півдні США і на іспаномовних островах Карибського моря.

## Види
Поширені два основних види чурос:
- Тонкі в перерізі у вигляді зірки і іноді зігнуті в підківку або у вигляді петлі ласо (ісп. churros en lazo);
- Тонкі або товсті довгі (ісп. churros rectos) круглі або зоряні в перерізі.

Вид чурос (його перетин в діаметрі) залежить від способу приготування чурос: якщо застосовують спеціальний апарат, то можна отримати зоряні в перерізі чурос; якщо приготування відбувається вручну, то просто круглі в перерізі чурос.
Зустрічаються варіанти чурос з начинкою (ісп. churros porra) і в шоколадній глазурі (ісп. churros de chocolate).

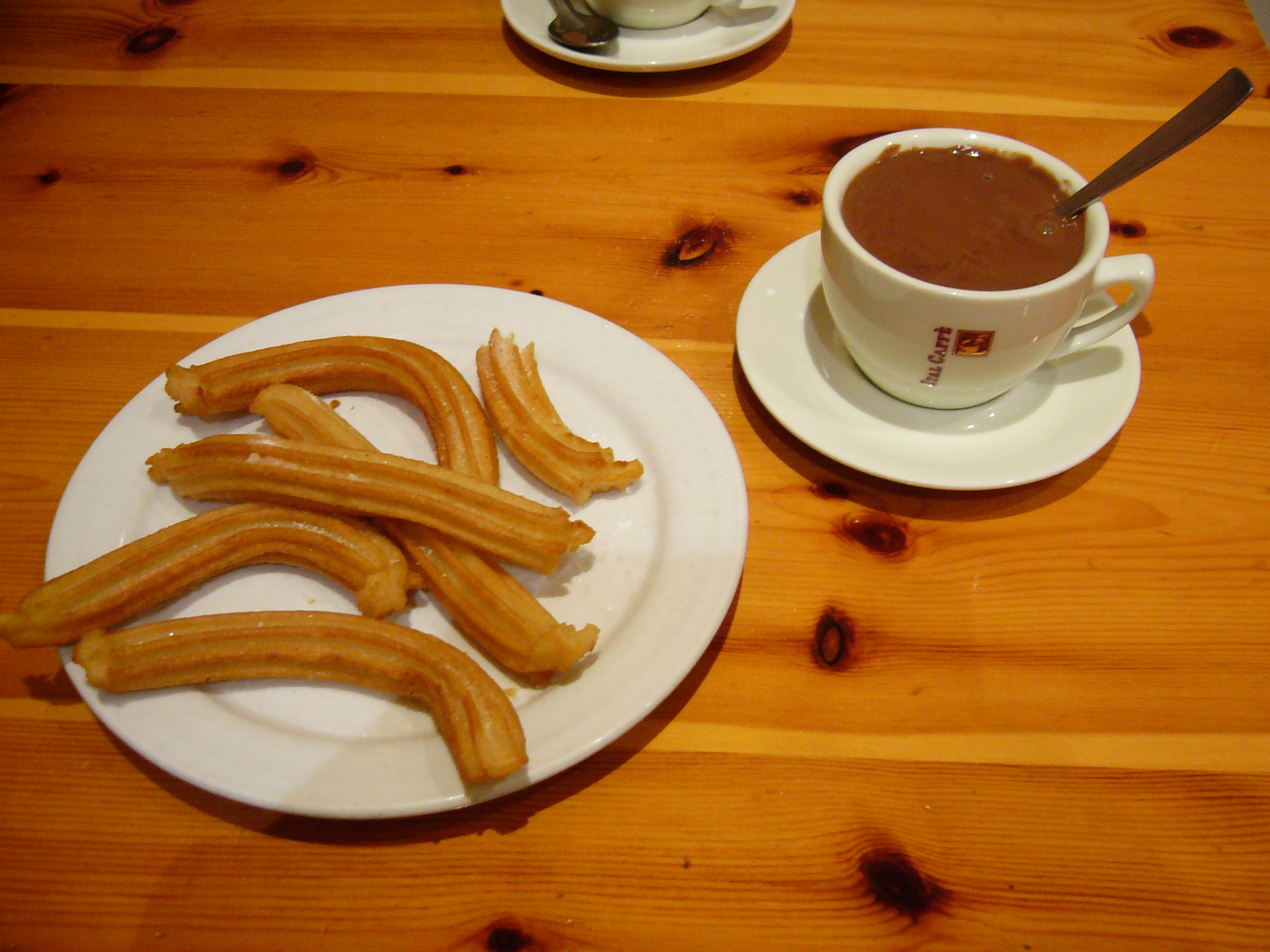
Чурос з гарячим шоколадом

Спочатку чурос були просто круглими в перерізі, оскільки обладнання для приготування різних видів чурос з'явилося порівняно недавно.
Пончики у вигляді кілець, так звані «іспанські пончики», не називаються чурос. Такі пончики мають різні назви в залежності від начинки і присипок: бунюель (ісп. buñuelo); донут (ісп. dónut). В Україні такі колечка називають саме пончиками.

## Подача на стіл
У іспанців заведено вмочувати чурос у чашку з гарячим шоколадом або до страви з чурос подають каву з молоком.